# Bolboceras
Bolboceras är ett släkte av skalbaggar. Bolboceras ingår i familjen Bolboceratidae.

## Bildgalleri

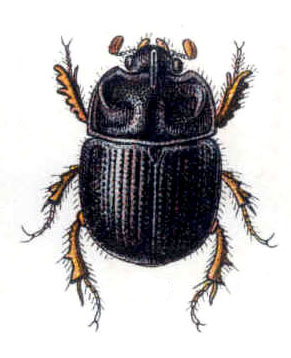
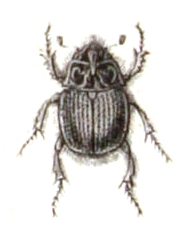
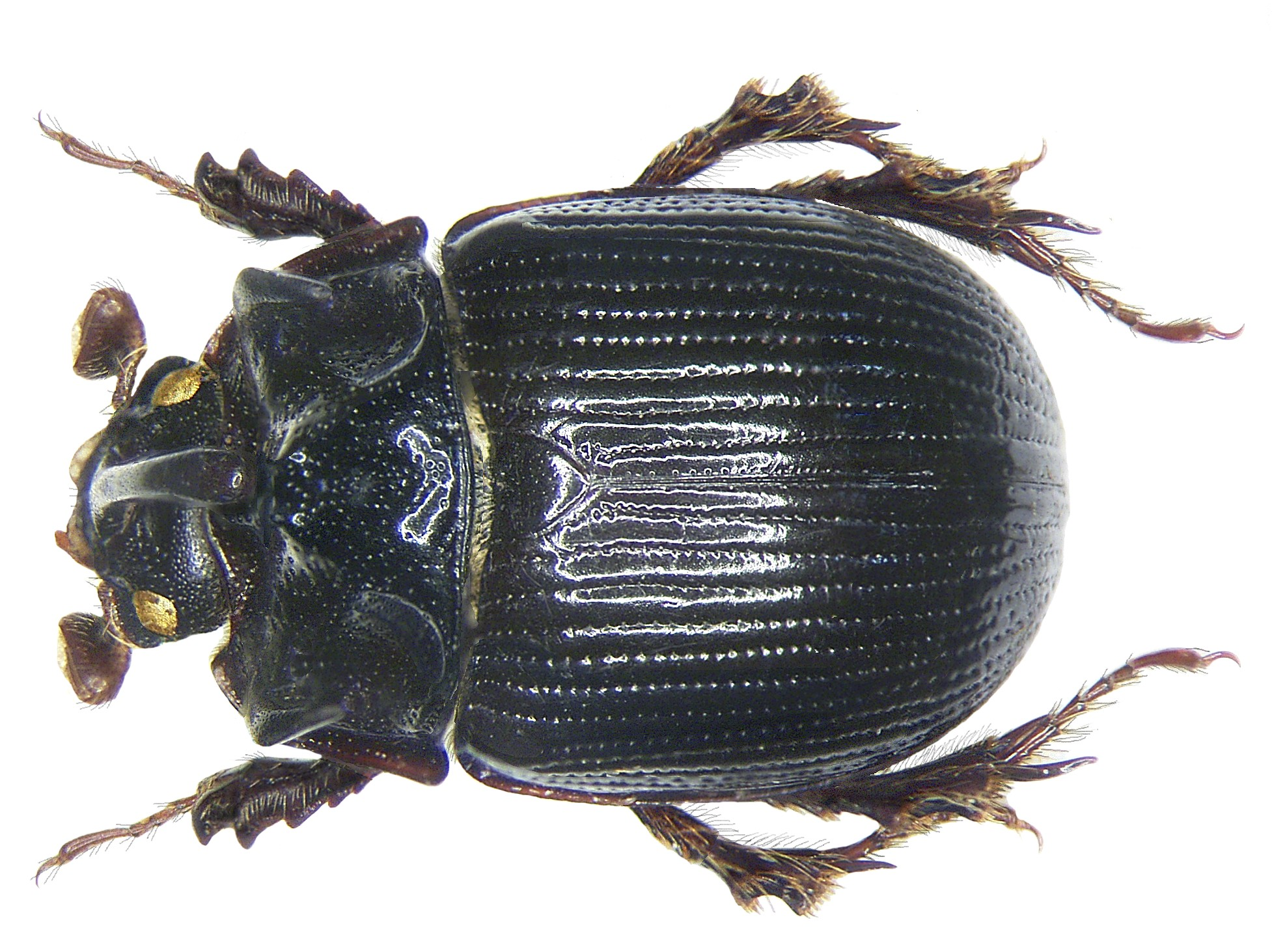

## Dottertaxa tillBolboceras, i alfabetisk ordning[1]
- Bolboceras baeri
- Bolboceras berytensis
- Bolboceras bicarinatum
- Bolboceras bigibbosum
- Bolboceras birmanicus
- Bolboceras borgmeieri
- Bolboceras caesum
- Bolboceras capitatum
- Bolboceras consanguineus
- Bolboceras corniculatum
- Bolboceras dorsalis
- Bolboceras dorsuale
- Bolboceras gagarinei
- Bolboceras gaujani
- Bolboceras globosum
- Bolboceras howdeni
- Bolboceras inaequalis
- Bolboceras inchoatum
- Bolboceras laportei
- Bolboceras lucidulum
- Bolboceras lutulentum
- Bolboceras minutum
- Bolboceras modestum
- Bolboceras nigricans
- Bolboceras nigriceps
- Bolboceras niloticus
- Bolboceras paralucidulum
- Bolboceras quadridens
- Bolboceras quadrispinosum
- Bolboceras quinquestriatum
- Bolboceras scabricolle
- Bolboceras sculpturatum
- Bolboceras striatopunctatum
- Bolboceras sulcifrons
- Bolboceras transversalis
- Bolboceras trisulcatus
- Bolboceras westwoodi